# Schoolonderzoek (medisch)
Een medisch schoolonderzoek of screening bij de schoolgaande jeugd wordt periodiek verricht door de jeugdgezondheidszorg in het kader van een algemeen preventief gezondheidsbeleid.

## Nederland
Vroeger werden de leerlingen om de twee jaar medisch onderzocht. Het aantal onderzoeken wordt verminderd, omdat men nog weinig "nieuwe" pathologieën vindt bij een vijfde of zesde onderzoek. Het accent verschuift naar preventieve gezondheidsvoorlichting, veiligheid en hygiëne op school.

## Vlaanderen
In Vlaanderen worden deze onderzoeken uitgevoerd door arts van een Centrum voor Leerlingenbegeleiding (CLB). Ook hier is de frequentie van onderzoeken verlaagd, vooral sedert de vroegere centra voor "Medisch Schooltoezicht" (MST's), die afhingen van het ministerie van volksgezondheid, door fusie (in 1999) met de PMS-centra (afhangend van het ministerie van onderwijs) omgevormd werden tot de CLB's. De onderzoeken zijn voor de leerlingen verplicht en concentreren zich vooral op het volgen van de lichamelijke ontwikkeling (groeicurve, skeletafwijkingen, puberale ontwikkeling e.d.). In het kleuteronderwijs wordt daarnaast extra aandacht besteed aan het sensorisch onderzoek (zicht, gehoor) en de motorische en taalontwikkeling. Deze preventieve onderzoeken bouwen voort op de screenings door Kind en Gezin in de voorschoolse periode.